# ONE NIGHT DREAMS
『ONE NIGHT DREAMS 1983-1987 SPECIAL LIVE EDITION』は、1987年9月に予約限定発売されたTHE ALFEE初のライヴアルバム。

## 概要
10万枚完全限定生産のため販売後時間が経つ程、入手困難になっているライヴ音源。
ライヴは生き物、生でその場の空気を感じなければ意味がないと頑なにライヴ・アルバム発売を拒否していた彼らが初めて出したコンピレーション・フルライヴ・アルバム（内容は1983年 - 1987年のライヴからのベスト音源）。
当時の主流メディアに合わせ、LP(緑帯)3枚組、カセット・テープ(黄帯)3本組、CD(赤帯)2枚組の3形態で発売された。
LP(緑帯)、カセット・テープ(黄帯)は9月17日、CD(赤帯)は9月21日に発売。当時の価格は3形態とも7000円。
本作発売日の一ヶ月前に行われたオールナイト・コンサート【SUNSET SUNRISE】のライブ音源が収められた、という点でも話題を呼んだ。
ライブ写真のほか、各ステージのセット・リストやツアー・データなども掲載されたブックレットは、内容が充実しており、資料としての価値が非常に高い。
1987年の初発売から2022年現在に至るまで再発売が全く行われず、CDが完全普及前に発売されたこともあり、CD盤流通量が少なく、ネット・オークションなどでは非常に高値で取引されている。
8曲目「SWEAT & TEARS」は「THE ALFEE EMOTIONAL MESSAGE SONGS」、14曲目「LAST STAGE」は「THE ALFEE EMOTIONAL LOVE SONGS」に再収録されたが現在は両アルバム廃盤。

## 収録曲
CD1
1. OVER DRIVE
2. 夢よ急げ
3. メリーアン
4. AFFECTION
5. 恋人達のペイヴメント
6. シンデレラは眠れない
7. AMERICAN DREAM
8. 星空のディスタンス
9. SWEAT & TEARS
10. SAVED BY THE LOVE SONG
11. 明日なき暴走の果てに
12. ロンサムシティ
13. Musician
14. THE AGES

CD2
1. ゲームオーバー
2. 北のHOTEL
3. NOBODY KNOWS ME
4. ROCKDOM ～風に吹かれて
5. WIND OF TIME
6. サファイアの瞳
7. OッDORANAI!!
8. 無言劇
9. FOR THE BRAND-NEW DREAM
10. 夜明けのLANDING BAHN
11. 不良少年
12. LONG WAY TO FREEDOM
13. (SEE YOU AGAIN)･･･演奏ではなく、客席のリフレイン部合唱が収録されている
14. LAST STAGE(スタジオ録音)
初めてライヴで披露された時の題名は「魂の歌をもう一度」であった。
2004年のリリースの『THE ALFEE 30th ANNIVERSARY HIT SINGLE COLLECTION 37』には、ボーナストラックとして新録音されたバージョンが収録された。
歌詞が大幅に変更された「もうひとつのLast Stage」と改題されて、演奏されることもある。その模様はライヴ映像作品「Best Hit Alfee 2015 ONE NIGHT CIRCLE」で視聴可能。

LP1 A面
1. OVER DRIVE
2. 夢よ急げ
3. メリーアン
4. AFFECTION
5. 恋人達のペイヴメント

LP1 B面
1. シンデレラは眠れない
2. AMERICAN DREAM
3. 星空のディスタンス
4. SWEAT & TEARS

LP2 C面
1. SAVED BY THE LOVE SONG
2. 明日なき暴走の果てに
3. ロンサムシティ
4. Musician
5. THE AGES

LP2 D面
1. ゲームオーバー
2. 北のHOTEL
3. NOBODY KNOWS ME
4. ROCKDOM ～風に吹かれて

LP3 E面
1. WIND OF TIME
2. サファイアの瞳
3. OッDORANAI!!
4. 無言劇
5. FOR THE BRAND-NEW DREAM

LP3 F面
1. 夜明けのLANDING BAHN
2. 不良少年
3. LONG WAY TO FREEDOM
4. (SEE YOU AGAIN)
5. LAST STAGE